# Streptocarpus insularis
Streptocarpus insularis är en tvåhjärtbladig växtart som beskrevs av John Hutchinson och John McEwan Dalziel. Streptocarpus insularis ingår i släktet Streptocarpus och familjen Gesneriaceae. Inga underarter finns listade i Catalogue of Life.